# Fiesta de la Primavera de Cáceres
La Fiesta de la Primavera de Cáceres es el mayor festival universitario no solo de Extremadura, sino de toda la zona suroeste del país. Se celebra coincidiendo cada año con los primeros días de la estación primaveral por parte de todos los estudiantes de la Universidad de Extremadura y atrae a público de todas las zonas de la región y de otras provincias como Badajoz, Salamanca, Sevilla, Huelva. Cada vez viene más público también del país vecino, Portugal.
Durante los últimos años se ha convertido en un festival con música variada organizado y producido durante 13 ediciones consecutivas por la empresa extremeña Ágora Espectáculos, propietaria de la marca. Predomina desde la electrónica a la música más comercial, pasando en las últimas ediciones djs y cantantes de relevancia nacional como Alvama Ice, Alex Martini, The Zombie Kids, Les Castizos, Xriz, Dasoul, Brian Cross,  Dj Nano, Henry Méndez, Cano, Maka, José de Rico, Albert Neve, etc. Además de los mejores djs extremeños.
Antiguamente la fiesta consistía  en un simple botellón al aire libre sin ningún tipo de control, donde se llegó a congregar a más de 15 mil jóvenes, pero desde que se ofrecen actuaciones de importantes djs y cantantes del panorama nacional, además de diversas actividades de animación y shows, anteriormente en el Recinto Hípico de la ciudad y actualmente en el Estadio Príncipe Felipe, el festival es de pago con un precio simbólico  y reúne en torno a 8000-12000 personas cada edición, con una tendencia al alza. 
La edición de 2025 se celebrará el 10 de abril y ya se barajan nombres importantes y grandes novedades que darán un gran salto de calidad al evento, convirtiéndolo en uno de los acontecimientos musicales más importantes y consolidados de la región. A pesar de su relevancia, el Festival es sufragado exclusivamente desde la iniciativa privada. 

## Datos y Cifras
La fiesta suele congregar en torno a 10.000 asistentes cada edición y va al alza, en la edición de 2025 se esperan superar los 10.000 asistentes. 

## Propiedad y Autoría
Ágora Espectáculos S.L